# Les raboteurs de parquet
Les raboteurs de parquet (De parketschavers) is een schilderij van de Franse kunstschilder Gustave Caillebotte, geschilderd in 1875, olieverf op doek, 102 x 146,5 centimeter. In de voor hem typerende realistische variant van het impressionisme, toont hij drie mannen aan het werk, met veel aandacht voor het tegenlichteffect. Het werk bevindt zich thans in de collectie van het Musée d'Orsay te Parijs.

## Context
De eerste grote retrospectieve tentoonstelling van het werk van Caillebotte vond plaats in 1994, honderd jaar na zijn dood. Een groot deel van de twintigste eeuw bleef zijn werk vrijwel geheel onbekend. De reden daarvan was dat de schilderijen van Caillebotte tot in de jaren vijftig niet te zien waren in musea. Ook bestonden er geen afbeeldingen van. Als bemiddeld man had hij tijdens zijn leven nooit behoefte gevoeld om zijn werk te verkopen. Daarbij had hij na de dood van zijn jongere broer René in 1876 een testament op laten maken waarin hij bepaalde dat zijn oeuvre nagelaten moest worden aan de Franse staat, maar slechts geëxposeerd mocht worden in vooraanstaande musea, zodra bleek dat het grote publiek zijn impressionistische werken accepteerde. Pierre-Auguste Renoir had na zijn dood in 1894 als executeur testamentair grote moeite om aan die wens te voldoen, waarna de familie besloot alle schilderijen in eigen bezit te houden. Pas in de jaren vijftig begonnen zij mondjesmaat zijn werk te verkopen en kwam het geleidelijk beschikbaar voor het grote publiek.
Toch was er één uitzondering op deze gang van zaken: in 1897 stemde de Franse staat in met de samenstelling van een collectie van veertig impressionistische schilderijen in het Musée du Luxembourg, een soort van officieuze erkenning van de stroming. Onder deze schilderijen bevond zich ook een werk van Caillebotte, toegevoegd door zijn vriend Renoir: Les raboteurs de parquet. Lange tijd zou dit het enige werk van Caillebotte blijven dat aan de tijdelijke vergetelheid ontsnapte. Het werk verhuisde in 1929 naar het Louvre, in 1947 naar de Galerie nationale du Jeu de Paume en uiteindelijk in 1986 naar het Musée d'Orsay, waar het nog steeds hangt

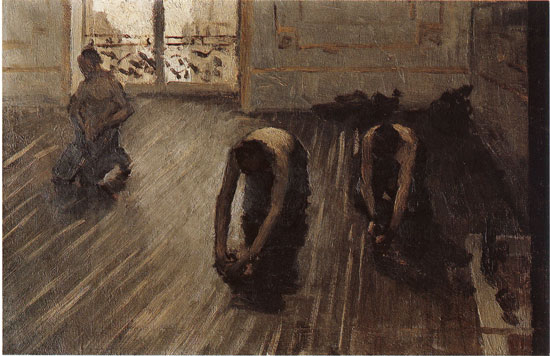
Studie, 1875, 26 x 39 cm.

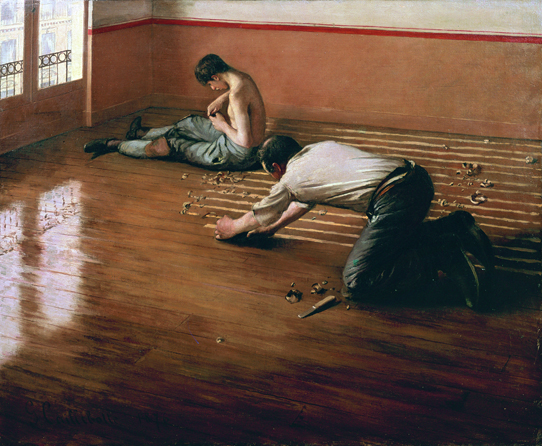
'Kleine versie', 1876, 31,5 x 39,5 cm.

## Afbeelding
De impressionisten schilderden niet alleen de arbeid op het platteland, zoals de schilders van Barbizon, maar ook het werk in de stad. Caillebotte beeldt drie parketschavers af, vol aan het werk, waarschijnlijk in zijn eigen studio aan de Rue de Miromesnil. Dat de bohemien Caillebotte zo'n ogenschijnlijk banaal onderwerp koos kwam voor zijn tijdgenoten als een verrassing en werd door sommigen zelfs als een provocatie opgevat. De selectiecommissie van de Parijse salon weigerde het schilderij dan ook en uiteindelijk zou hij het samen met zeven andere van zijn werken voor het eerst exposeren in 1876, tijdens de tweede grote impressionistententoonstelling.
Het meest opvallende aspect van Les raboteurs de parquet is het technisch uitermate knap weergegeven tegenlicht, dat vanuit de balkondeur op de achtergrond valt. Het weerkaatst glimmend op de armen en ruggen van de werkmannen. De stroken donkere lak op de vloer glanzen in het licht terwijl de planken die al gestript zijn dof lijken. De twee mannen vooraan voeren eenzelfde beweging uit. Ze worden verbonden door de  naar elkaar toegewende hoofden. Hun collega die linksachter aan het werk is wordt afgesneden aan de rand van de afbeelding, een fotografisch principe dat het idee van de momentopname benadrukt. Zijn rug loopt parallel met de horizontale lijn van de lambrisering en lijkt door te buigen onder een vlak dat de ruimte beperkt. We zien studies van ritmische bewegingen, vergelijkbaar met de ballerina's de renpaarden van Edgar Degas. Compositorisch is er veel aandacht voor een afgewogen perspectivische belijning.
Voor dit relatief grote schilderij van de parketschavers maakte Caillebotte eerst een kleinere schets, 26 x 39 cm. Een jaar later schilderde hij nog een tweede schilderij met parketschavers als thema, ook wel de 'kleine versie' genaamd, 31,5, 39,5 cm, eveneens tentoongesteld op de tweede grote impressionistententoonstelling, thans in privébezit.